# Février 1867

## Événements
- Expédition du Mexique (1861-1867), évacuation des troupes françaises. Maximilien est exécuté le 19 juin.

- 3 février, Japon : cérémonie d’accession au trône du jeune empereur Meiji, âgé de quinze ans. Des rumeurs se répandent, annonçant la promesse de jours meilleurs : des centaines de milliers de personnes issues des milieux populaires dansent et chantent depuis Edo jusque dans le Kansai. Des mouvements festifs de nature millénariste se diffusent entre Edo et Osaka. Par ailleurs, l’ambassadeur français Léon Roche est promu conseiller officieux du nouveau shogun Yoshinobu pour les affaires extérieures.
  - Les Britanniques appuient ouvertement les partis de Choshu et de Satsuma qui multiplient les tentatives de coups de main sur Kyôto. Yoshinobu rassemble ses troupes pour éviter l’éclatement du pays. Pour la première fois le shogun prend ouvertement les armes contre l’empereur, qui réplique en supprimant la charge de shogun le 9 octobre.

- 16 février (Brésil) : inauguration de la voie ferrée de Santos à Jundiai (São Paulo) pour le transport du café[1]. Aménagement du port de Santos.

- 18 février : signature à Vienne du Compromis austro-hongrois. Le royaume de Hongrie gagne son autonomie. État dualiste, l’empire d'Autriche et la Hongrie sont unies par la personne de leur souverain et par des ministères communs (Guerre, affaires étrangères, Finances).

- 20 février : Gyula Andrássy devient président du conseil hongrois (fin en 1871).

## Naissances
- 2 février : Charles Saunders, botaniste.
- 7 février :
  - Laura Ingalls Wilder, écrivaine américaine, auteur de La Petite Maison dans la prairie († 10 février 1957).
  - Kristaps Bahmanis, juriste, écrivain, journaliste et homme politique letton († 12 mars 1942).
- 17 février : Maximilian von Hoen, historien militaire autrichien († 2 septembre 1940).
- 20 février : Flora Denison, féministe.
- 25 février : William Lakin Turner, peintre anglais († 21 octobre 1936).
- 28 février :
  - William Degouve de Nuncques, peintre belge († 1er mars 1935).
  - Thomas Theodor Heine, peintre, dessinateur et écrivain allemand († 26 janvier 1948).

## Décès
- 3 février : Maximilian zu Wied-Neuwied naturaliste, ethnologue et explorateur allemand (° 1782).
- 28 février : Jacques Raymond Brascassat, peintre français (° 30 août 1805).